# Burghley Horse Trials

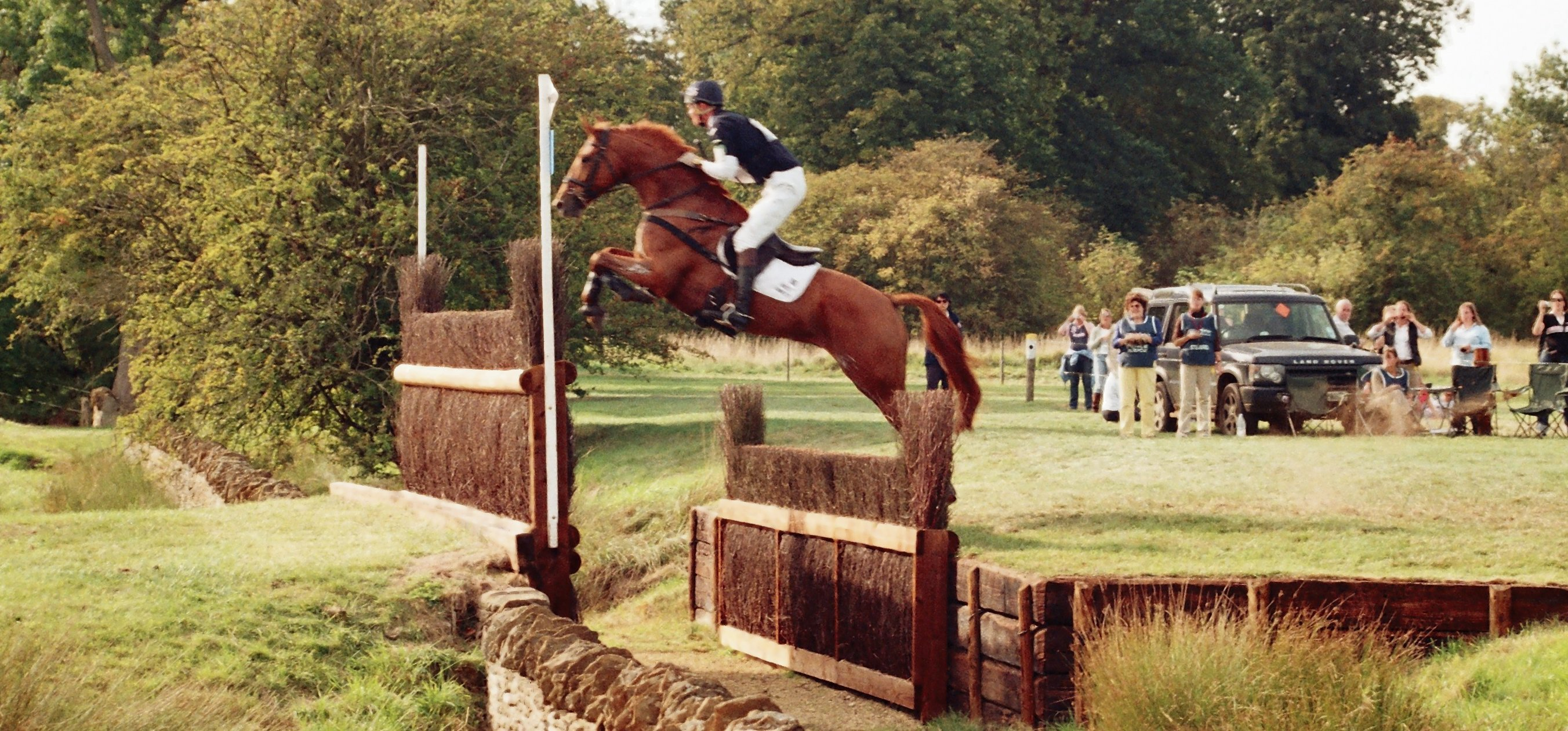
William Fox-Pitt auf Idalgo beim Geländeritt der Burghley Horse Trials 2006

Die Burghley Horse Trials sind ein jährlich stattfindender, dreitägiger Wettbewerb im Vielseitigkeitsreiten. Sie werden beim Burghley House in der Nähe von Stamford in der englischen Grafschaft Lincolnshire ausgetragen. Es findet sowohl ein Wettkampf der zweithöchsten Stufe CCI*** als auch der höchsten Stufe CCI**** statt.
Der Wettbewerb wird vom Weltreitverband FEI zu den weltweit sechs wichtigsten Anlässe gerechnet (die anderen sind die Badminton Horse Trials, der Rolex Kentucky Three Day, der Australian International Three Day Event, die Luhmühlener Vielseitigkeit und die Étoiles de Pau). Die drei traditionsreichsten Wettbewerbe dieser Stufe (Badminton, Burghley, Kentucky) werden zusammen als „Grand Slam des Vielseitigkeitsreitens“ bezeichnet.
Das Preisgeld für den Sieg beim Vier-Sterne-Wettbewerb beträgt 40.000 £, Preisgelder werden bis zum 12. Platz vergeben. Aus den Ergebnissen der fünf CCI****-Events auf der Nordhalbkugel ergibt sich zudem seit dem Jahr 2008 eine von der FEI geschaffene Gesamtwertung (HSBC FEI Classics™); die fünf bestplatzierten dieser Rangliste erhalten ein Preisgeld von insgesamt 333.000  US-$.
Erstmals ausgetragen wurden die Burghley Horse Trials im Jahr 1961. Der damalige Besitzer des Landgutes, Lord Burghley (1924 Olympiasieger im 400-Meter-Hürdenlauf), hatte damals erfahren, dass der Wettbewerb bei Harewood House nicht mehr ausgetragen werden konnte. Die Austragungen von 1962, 1971, 1977, 1985, 1989 und 1997 gelten als Europameisterschaften, jene von 1966 als Weltmeisterschaft.
Der Sieg des Jahres 2013 ging zunächst an Jonathan Paget und Clifton Promise. Da im Blut des Pferdes Reserpin gefunden wurde, wurde der Sieg aberkannt. Nach abschließendem Urteil des Weltpferdesportverbandes FEI ging dies auf eine Verunreinigung in einem Ergänzungspräparat zurück, der Reiter sei von jeglichen Dopingvorwürfen freizusprechen.

## Siegerliste
(In Klammern sind jeweils die Pferde angegeben)
- 1961:  Anneli Drummond-Hay (Merely-A-Monarch)
- 1962:  James Templer (M'Lord Connolly)
- 1963:  Harry Freeman-Jackson (St. Finbarr)
- 1964:  Richard Meade (Barberry)
- 1965:  J.J. Beale (Victoria Bridge)
- 1966:  Carlos Moratorio (Chalan)
- 1967:  Lorna Sutherland (Popadom)
- 1968:  Sheila Willcox (Fair and Square)
- 1969:  Gillian Watson (Shaitan)
- 1970:  Judy Bradwell (Don Camillo)
- 1971:  Anne Mountbatten-Windsor, Princess Royal (Doublet)
- 1972:  Janet Hodgson (Larkspur)
- 1973:  Mark Phillips (Maid Marion)
- 1974:  Bruce Davidson (Irish Cap)
- 1975:  Aly Pattinson (Carawich)
- 1976:  Jane Holderness-Roddam (Warrior)
- 1977:  Lucinda Prior-Palmer (George)
- 1978:  Lorna Clark (Greco)
- 1979:  Andrew Hoy (Davey)
- 1980:  Richard Walker (Gaunt)
- 1981:  Lucinda Prior-Palmer (Beagle Bay)
- 1982:  Richard Walker (Ryan's Cross)
- 1983:  Virginia Holgate (Priceless)
- 1984:  Virginia Holgate (Night Cap II)
- 1985:  Virginia Holgate (Priceless)
- 1986:  Virginia Holgate-Leng (Murphy Himself)
- 1987:  Mark Todd (Wilton Fair)
- 1988:  Jane Thelwall (King's Jester)
- 1989:  Virginia Holgate-Leng (Master Craftsman)
- 1990:  Mark Todd (Face the Music)
- 1991:  Mark Todd (Welton Greylag)
- 1992:  Charlotte Hollingsworth (The Cool Customer)
- 1993:  Stephen Bradley (Sassy Reason)
- 1994:  William Fox-Pitt (Chaka)
- 1995:  Andrew Nicholson (Buckley Province)
- 1996:  Mary King (Star Appeal)
- 1997:  Mark Todd (Broadcast News)
- 1998:  Blyth Tait (Chesterfield)
- 1999:  Mark Todd (Diamond Hall Red)
- 2000:  Andrew Nicholson (Mr. Smiffy)
- 2001:  Blyth Tait (Ready Teddy)
- 2002:  William Fox-Pitt (Highland Lad)
- 2003:  Philippa Funnell (Primmore's Pride)
- 2004:  Andrew Hoy (Moon Fleet)
- 2005:  William Fox-Pitt (Ballincoola)
- 2006:  Lucinda Fredericks (Headley Britannia)
- 2007:  William Fox-Pitt (Parkmore Ed)
- 2008:  William Fox-Pitt (Tamarillo)
- 2009:  Oliver Townend (Carousel Quest)
- 2010:  Caroline Powell (Lenamore)
- 2011:  William Fox-Pitt (Parklane Hawk)
- 2012:  Andrew Nicholson (Avebury)
- 2013:  Andrew Nicholson (Avebury)
- 2014:  Andrew Nicholson (Avebury)
- 2015:  Michael Jung (Sam)
- 2016:  Christopher Burton (Nobilis)
- 2017:  Oliver Townend (Ballaghmor Class)
- 2018:  Tim Price (Sky Boy)
- 2019:  Pippa Funnell (Grafton Street)
- 2020: ausgefallen wegen COVID-19
- 2021: ausgefallen wegen COVID-19, ersetzt durch Bicton Arena International 5*
- 2022:  Piggy March (Vanir Kamira)
- 2023:  Oliver Townend (Ballaghmor Class)